# Caledanapis tillierorum
Caledanapis tillierorum – gatunek pająka z rodziny Anapidae. Zamieszkuje Nową Kaledonię. Zasiedla ściółkę.

## Taksonomia
Gatunek ten opisany został po raz pierwszy w 1989 roku przez Normana I. Platnicka i Raymonda Roberta Forstera na łamach „Bulletin of the American Museum of Natural History”. Jako lokalizację typową wskazano Rivière Bleue na Nowej Kaledonii. Epitet gatunkowy nadano na cześć Simona i Annie Tillierów, którzy odłowili materiał typowy.

## Morfologia
Jedyny zmierzony samiec ma 1,3 mm długości ciała przy karapaksie długości 0,63 mm i szerokości 0,56 mm, a jedyna zmierzona samica 1,31 mm długości ciała przy karapaksie długości 0,69 mm i szerokości 0,53 mm. Ubarwienie karapaksu jest brązowopomarańczowe. W widoku grzbietowym jest on owalny z silnie wystającymi oczami bocznymi. Na części głowowej występują dwie pary guzków ze szczecinkami, a na tułowiowej jedna, przednio-środkowa para małych guzków. Sześcioro oczu rozmieszczonych jest w dwóch rzędach – zanikowi uległa para przednio-środkowa. Oczy pary tylno-środkowej stykają się ze sobą, w widoku przednim leżą wyżej niż oczy pary tylno-bocznej, a w widoku grzbietowym bardziej z przodu niż one. Oczy tylno-boczne stykają się z oczami przednio-bocznymi i oddalone są od tylno-środkowych o dwukrotność średnicy. Szczękoczułki są ciemnorudobrązowe, na przedniej krawędzi zaopatrzone w trzy zęby, z których dwa odsiebne zlane są w jedną strukturę na wspólnej płytce. Prawie pionowa warga dolna ma wcięty wierzchołek i długą ostrogę. Ciemnorudobrązowe z jaśniejszymi częściami odsiebnymi szczęki zaopatrzone są w skopule i serrule. Sternum również jest ciemnorudobrązowe. Odnóża są pomarańczowe, porośnięte delikatnymi szczecinkami. Kolejność par odnóży od najdłuższej do najkrótszej to I, II, IV, III. Uda, a w przypadku pierwszej pary też golenie i nadstopia zaopatrzone są w guzki, u samca znaczniej silniej wykształcone niż u samicy. Opistosoma (odwłok) samca jest szara, z wierzchu z pomarańczowym znakiem w kształcie litery „m” na niewyraźnym skutum grzbietowym. Opistosoma samicy jest ciemnoszara z jasnopomarańczowym pasem środkowym w tyle, pozbawiona skutum grzbietowego, ale z rozwiniętym skutum przednim. U obu płci opistosoma wyposażona jest w sześć kądziołków przędnych i długi stożeczek. Genitalia samicy mają parę rozszerzonych z przodu i zesklerotyzowanych po bokach spermatek bocznych oraz pojedynczą, skierowaną ku tyłowi, na przedzie rozszerzoną, a w tyle gwałtownie zwężoną spermatekę środkową. Nogogłaszczki samca mają rzepkę z wykrojoną brzusznie częścią odsiebną i słabą apofizą dystalno-wentralną, krótką i szeroką goleń, niezmodyfikowane cymbium, duże, bulwiaste, opatrzone rowkiem tegulum oraz poprzecznie umieszczone, proste i krótkie embolus i konduktor.

## Ekologia i występowanie
Pająk ten występuje endemicznie w równikowych lasach deszczowych Nowej Kaledonii. Znajdywany jest na rzędnych od 160 do 280 m n.p.m. Zasiedla ściółkę.